# Hydrelia condensata
Hydrelia condensata är en fjärilsart som beskrevs av Walker 1862. Hydrelia condensata ingår i släktet Hydrelia och familjen mätare. Inga underarter finns listade i Catalogue of Life.